# Lijst van meren in Zwitserland
Een overzicht van de Meren in Zwitserland met een oppervlakte van meer dan 1 km² gesorteerd naar oppervlakte.
Het gaat hierbij om natuurlijke meren, stuwmeren zijn hier niet vermeld.